# Potez 39
Le Potez 39 est un avion monoplan biplace d'observation et de bombardement construit par la société Potez au début des années 1930. Le premier vol eut lieu en janvier 1930.

## Présentation
Le Potez 39 dispose de 2 places. Il a une envergure de 16 m pour une longueur de 10 m. La version 390 atteint une vitesse maximum de 240 km/h, et un plafond de 7 000 m.
Le Potez 39 est conçu en réponse à un programme officiel. Avec son jumeaux le Potez 37, c'est le premier modèle entièrement métallique sorti des usines de Méaulte.

## Versions
- Potez 390 : 100 exemplaires construits[2]
- Potez 391 : 13 exemplaires construits (essentiellement pour le Pérou)[3]
- Potez 391 bis : hydravion d'exploration, un seul exemplaire construit en 1931[4]
- Potez 392 : biplace d'observation, un seul exemplaire construit en 1932[5]
- Potez 393 : Premier vol en juillet 1933, plafond 10 500 m, un seul exemplaire construit[6].